# Luca Geistler
Luca-André Geistler (* 21. Oktober 1998 in Bruck an der Mur) ist ein österreichischer Politiker der Freiheitlichen Partei Österreichs (FPÖ). Seit dem 18. Dezember 2024 ist er Abgeordneter zum Steiermärkischen Landtag.

## Leben

### Ausbildung und Beruf
Luca Geistler machte nach Abschluss der Pflichtschule eine Ausbildung zum Elektrotechniker sowie zum Kälteanlagentechniker, die er 2020 abschließen konnte und ist seitdem als Elektroinstallations- und Gebäudetechniker für ein lokales Kühlanlagenunternehmen tätig.

### Politik
Geistler ist seit 2020 Mitglied des Gemeinderates von Hartberg, seit 2025 ist er auch Stadtrat in der Gemeinde. Er wurde 2022 zum Bezirksparteiobmann der FPÖ Hartberg-Fürstenfeld gewählt, nachdem er schon im selben Jahr zum Stadtparteiobmann der FPÖ Hartberg gewählt wurde. Zuvor war er bereits als Stadtparteiobmann des Rings Freiheitlicher Jugend Hartberg und Bezirksparteiobmann des Rings Freiheitlicher Jugend Hartberg-Fürstenfeld tätig.
Bei der Landtagswahl 2024 kandidierte er für die FPÖ an vierter Stelle im Landtagswahlkreis 2, welcher die Bezirke Hartberg-Fürstenfeld, Südoststeiermark und Weiz umfasst, und wurde direkt in den Steiermärkischen Landtag gewählt. Am 18. Dezember 2024 wurde er in der konstituierenden Sitzung der XIX. Gesetzgebungsperiode als Abgeordneter zum  Steiermärkischen Landtag angelobt.